# ショーン・ウィリアムズ (バスケットボール)
ショーン・クリストファー・ウィリアムズ（Sean Christopher Williams、1986年9月13日 - ）は、アメリカ合衆国テキサス州ヒューストン出身のバスケットボール選手。ポジションはパワーフォワードまたはセンター。身長208cm、体重115kg。

## 経歴

### 学生時代
マンスフィールド高校で、最終学年の2003-04シーズンには16得点・10.1リバウンド・5.6ブロックの成績を残し、地区のファーストチーム、年間最優秀守備選手賞などに選ばれた。
高校を卒業した後、ボストンカレッジに進学。大学でもブロックショットなどで活躍し、3年生時の06-07シーズンは1試合平均5本のペースでブロックを量産していたが、一方で薬物の所持など素行の悪さが目立ち、2年生の時には停学処分を受け、3年生の時にはついにシーズン半ばでチームから追放処分を受けた。

### NBA時代
2007年のNBAドラフトにエントリーし、ニュージャージー・ネッツから1巡目17位指名を受けてNBA入りを果たした。ドラフト指名時はDリーグ送りが確実視され、プレシーズンで試合に遅刻するという失態を演じ、HCの怒りも買ったが、何とか開幕ロスターに生き残った。シーズン序盤は出場時間が安定しなかったが、低迷するチームの打開策として12月18日のサクラメント・キングス戦で先発に抜擢。ネッツの新人タイ記録となる8本のブロックを決め、以降は先発に定着した。
その後ダラス・マーベリックスやボストン・セルティックスに所属した。

## プレースタイル
驚異的な跳躍力の持ち主で、相手所構わずシュートを叩き落すショットブロッカー。名ポイントガードであるジェイソン・キッドがネッツに在籍していたときは、キッドのアシストにも助けられ、毎晩のようにアリウープで宙を舞っている。

## 人物
妹のブリア・ギャレットは、テキサスA&M大学で陸上選手として活躍し、2014年のNCAAにおいて20ポンドの重量投げでタイトルを獲得し、アギー史上初の重量投げのチャンピオンとなった。異母弟のマイルズ・ギャレットは、2017年のNFLドラフトでクリーブランド・ブラウンズから1巡目全体1位に指名されたアメリカンフットボール選手。

## 個人成績

### レギュラーシーズン
| シーズン  | チーム    | GP  | GS | MPG  | FG%  | 3P%  | FT%   | RPG | APG | SPG | BPG | TO  | PPG |
| --------- | --------- | --- | -- | ---- | ---- | ---- | ----- | --- | --- | --- | --- | --- | --- |
| 2007–08   | NJN       | 73  | 29 | 17.5 | .538 | ---  | .609  | 4.4 | .4  | .4  | 1.5 | 1.0 | 5.6 |
| 2008–09   | NJN       | 33  | 0  | 11.1 | .417 | ---  | .625  | 2.4 | .4  | .2  | .9  | .6  | 2.4 |
| 2009–10   | NJN       | 20  | 0  | 11.4 | .429 | .000 | .526  | 2.3 | .1  | .4  | 1.0 | 1.0 | 2.6 |
| 2011–12   | DAL       | 8   | 0  | 8.1  | .750 | ---  | .833  | 1.6 | .3  | .1  | .6  | .9  | 3.6 |
| 2011–12   | BOS       | 3   | 0  | 14.0 | .333 | ---  | 1.000 | 4.0 | 1.0 | 1.0 | 1.0 | 1.0 | 3.7 |
| 2011-12計 | BOS       | 11  | 0  | 9.7  | .636 | ---  | .923  | 2.3 | .5  | .4  | .7  | .9  | 3.6 |
| 通算：4年 | 通算：4年 | 137 | 29 | 14.4 | .511 | .000 | .624  | 3.4 | .3  | .3  | 1.2 | .9  | 4.2 |

### プレーオフ
| シーズン  | チーム    | GP | GS | MPG | FG% | 3P% | FT% | RPG | APG | SPG | BPG | TO | PPG |
| --------- | --------- | -- | -- | --- | --- | --- | --- | --- | --- | --- | --- | -- | --- |
| 2012      | BOS       | 2  | 0  | 3.0 | --- | --- | --- | .5  | .0  | .0  | .0  | .5 | .0  |
| 出場：1回 | 出場：1回 | 2  | 0  | 3.0 | --- | --- | --- | .5  | .0  | .0  | .0  | .5 | .0  |